# Maranthes sanagensis
Maranthes sanagensis là một loài thực vật có hoa trong họ Cám. Loài này được F.White mô tả khoa học đầu tiên năm 1976.